# Game of Death II
Game of Death II (Chinees: 死亡 塔) (ook bekend als Tower of Death en The New Game of Death) is een Hongkongse martialartsfilm uit 1981 geregisseerd door Ng See-Yuen, met als de hoofdrolspeler Tong Lung (Kim Tai Chung). Deze film was op de markt gebracht als een vervolg op Bruce Lee's laatste en gedeeltelijk voltooide film Game of Death. Bruce Lee was gestorven jaren voorafgaand de productie van Tower of Death en de meeste van zijn scènes zijn afkomstig uit Lee's oudere films, voornamelijk uit Enter the Dragon.

## Verhaal
Na een recente aanval van uitdagingen, beginnen Billy Lo (Bruce Lee) en zijn vriend Chin Ku (Huong Cheng Li) te vermoeden dat iemand ze dood wil. Billy bezoekt later zijn jongere broer Bobby (Tong Lung), die met Billy's vroegere leraar studeert, en laat hem een boek achter over Jeet Kune Do. Chin is al snel gedood, en Billy gaat naar Japan om zijn stiefdochter May te vinden. May vertelt hem dat Chin haar had bezocht kort voor zijn dood, en liet een film voor haar achter. Ze zijn plotseling aangevallen, maar Billy slaagt erin te ontsnappen met de film.
Een paar dagen later is Billy bij Chins begrafenis. Een helikopter arriveert tijdens de begrafenis en steelt de kist weg. Billy probeert de diefstal te voorkomen, en draagt zich mee met de kist, maar valt dood neer. Bobby Lo wordt verteld van de dood van Billy door hun vader, die hem vertelt over een man genaamd Sherman Lan. Bobby moet hem vinden en zijn broer wreken. Sherman geeft hem de film, die Chin Ku toont bij de Palace of Death. De Palace of Death wordt gerund door een krankzinnige martial arts expert met de naam Lewis (Roy Horan). Elke uitdager die niet in staat is Lewis te verslaan wordt gevoerd aan zijn roedel van leeuwen. Bobby besluit om Lewis te ontmoeten, die onder de indruk is van Bobby's capaciteiten. Tijdens het onderzoek naar het Paleis wordt Bobby aangevallen door een gemaskerde man. Dan informeert hij Lewis dat iemand hem probeert te doden. Later die nacht wordt een vrouw gestuurd naar de kamer van Bobby om hem te verleiden en te vermoorden. Wanneer ze faalt valt een van Lewis' leeuwen Bobby aan. Tijdens het gevecht verschijnt de gemaskerde man en doodt Lewis.
Nadat hij vermoedt wie Lewis' moordenaar is, zoekt Bobby hem op in de Fan Yu tempel, waar volgens geruchten de ondergrondse toren van de dood is. Na het verslaan van de moordenaar, spioneert Bobby de geheime ingang in de toren. Hij vecht zich een weg door de toren en confronteert uiteindelijk de exploitant, Chin Ku. Chin is eigenlijk het hoofd van een wereldwijde drugshandel organisatie, en heeft zijn eigen dood geënsceneerd om Interpol onderzoekers af te werpen. Hij probeerde Lewis schuldig te maken voor zijn dood en heeft gezorgd dat de kist wordt gestolen om te voorkomen dat het wordt gezocht. Bobby realiseert dat de enige manier om Chins zwaard vaardigheden te verslaan is met Billy's Jeet Kune Do, en Bobby slaagt erin om Chin te doden en zijn drugshandel te stoppen.

## Rolverdeling
| Acteur                                    | Personage                   |
| ----------------------------------------- | --------------------------- |
| Bruce Lee                                 | Billy Lo (archiefmateriaal) |
| Tong Lung                                 | Bobby Lo                    |
| Huong Cheng Li                            | Chin Ku                     |
| Roy Horan                                 | Lewis                       |
| Roy Chiao                                 | The Abbot                   |
| Ho Lee Yan                                | Old Man                     |
| Casanova Wong — the Korean Martial Artist |                             |
| Mars                                      | guard in the cave           |
| To Wai Wo                                 | Lewis' Servant              |
| Lee Hoi San                               | Bald monk                   |
| Yuen Biao                                 | stuntman                    |